# LHCf
LHCf (Large Hadron Collider forward, «Experiment cap al davant a l'LHC») és l'experiment més petit (en mida i en nombre d'investigadors) de l'accelerador LHC al laboratori internacional del CERN a Ginebra.
El seu objectiu és mesurar les partícules emeses a molt petit angle polar (o "cap al davant") en col·lisions de protons i nuclis atòmics, per tal d'optimitzar i calibrar diferents models de física de raigs còsmics de molt alta energia. El detector està situat al túnel de l'LHC a 140 metres (en ambdues direccions) del punt d'interacció de l'experiment ATLAS.